# Departamento Intersindical de Estatística e Estudos Socioeconômicos
O Departamento Intersindical de Estatística e Estudos Socioeconômicos (DIEESE) é uma instituição de pesquisa, assessoria e educação do movimento sindical brasileiro.

## Origem
A origem do DIEESE remonta a 22 de dezembro de 1955, quando 20 dirigentes sindicais de São Paulo decidem criar um órgão para assessoria técnica aos trabalhadores, além de desenvolver atividades de pesquisa e educação nos temas relacionados ao mundo do trabalho.

## Relação com Sindicatos
Os sindicatos são assistidos por economistas do DIEESE, Departamento que possui todas as informações sobre o mercado, acompanhando sua evolução e todas as Convenções Coletivas de Trabalho. O DIEESE possui uma memória importante de dados utilizados para apoiar as negociações de trabalho.

## Classes sociais
O DIEESE utiliza uma classificação por salários mínimos, está tida como a mais próxima a as fontes de comunicação e informação:
- Até 1 Salário Mínimo
- Mais de 1 a 2 Salários Mínimos
- Mais de 2 a 3 Salários Mínimos
- Mais de 3 a 5 Salários Mínimos
- Mais de 5 a 10 Salários Mínimos
- Mais de 10 a 20 Salários Mínimos
- Mais de 20 Salários Mínimos

## Pesquisas
Algumas pesquisas realizadas pelo DIEESE:
- Cesta Básica Nacional[5]
- ICV-DIEESE - Índice do Custo de Vida
- PED - Pesquisa de Emprego e Desemprego[6]
- Salário Mínimo Necessário[7][8]
- Balanço dos Reajustes Salariais
- Balanço dos Pisos Salariais
- Balanço das Greves
- MeuSalário
- SACC-DIEESE - Sistema de Acompanhamento das Contratações Coletivas
- SAS - Sistema de Acompanhamento de Salários
- SAG - Sistema de Acompanhamento de Greves